# Крістіане Вартенберг
Крістіане Вартенберг  (нім. Christiane Stoll-Wartenberg, 27 жовтня 1956) — німецька легкоатлетка, олімпійська медалістка.

## Виступи на Олімпіадах
| Олімпіада     | Дисципліна         | Місце     |
| ------------- | ------------------ | --------- |
| Монреаль 1976 | біг на 1500 метрів | 8 h2 r2/3 |
| Москва 1980   | біг на 1500 метрів | 2         |